# Pilumnus pannosus
Pilumnus pannosus is een krabbensoort uit de familie van de Pilumnidae. De wetenschappelijke naam van de soort is voor het eerst geldig gepubliceerd in 1896 door Rathbun.